# Nyctalus furvus
Nyctalus furvus es una especie de murciélago de la familia Vespertilionidae.

## Distribución geográfica
Es endémica de Japón, solo se puede encontrar en las prefecturas de Iwate y Fukushima, en Honshu.